# Model-View-ViewModel

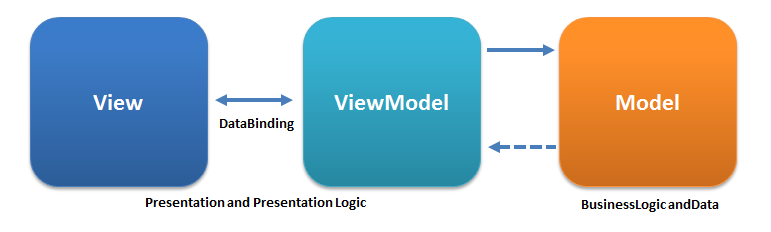

Model-View-ViewModel (MVVM) — шаблон проектирования архитектуры приложения. Представлен в 2005 году Джоном Госсманом (John Gossman) как модификация шаблона Presentation Model. Ориентирован на соответствующие платформы разработки, такие как Windows Presentation Foundation, Silverlight от компании Microsoft, ZK framework.

## Назначение
Используется для разделения модели и её представления, что необходимо для их изменения отдельно друг от друга. Например, разработчик задаёт логику работы с данными, а дизайнер работает с пользовательским интерфейсом.

## Использование
MVVM удобно использовать вместо классического MVC и ему подобных в тех случаях, когда в платформе, на которой ведётся разработка, есть «связывание данных». В шаблонах проектирования MVC/MVP изменения в пользовательском интерфейсе не влияют непосредственно на Mодель, а предварительно идут через Контроллер (англ. Controller) или Presenter. В таких технологиях как WPF и Silverlight есть концепция «связывания данных», позволяющая связывать данные с визуальными элементами в обе стороны. Следовательно, при использовании этого приёма применение модели MVC становится крайне неудобным из-за того, что привязка данных к представлению напрямую не укладывается в концепцию MVC/MVP.

## Описание
Шаблон MVVM делится на три части:
- Модель (англ. Model) (так же, как в классической MVC) представляет собой логику работы с данными и описание фундаментальных данных, необходимых для работы приложения.
- Представление (англ. View) — графический интерфейс (окна, списки, кнопки и т. п.). Выступает подписчиком на событие изменения значений свойств или команд, предоставляемых Моделью Представления. В случае, если в Модели Представления изменилось какое-либо свойство, то она оповещает всех подписчиков об этом, и Представление, в свою очередь, запрашивает обновлённое значение свойства из Модели Представления. В случае, если пользователь воздействует на какой-либо элемент интерфейса, Представление вызывает соответствующую команду, предоставленную Моделью Представления.
- Модель Представления (англ. ViewModel) — с одной стороны, абстракция Представления, а с другой — обёртка данных из Модели, подлежащиx связыванию. То есть, она содержит Модель, преобразованную к Представлению, а также команды, которыми может пользоваться Представление, чтобы влиять на Модель.

## Реализации

### .NET
- ReactiveUI
- DotVVM open source project
- Mugen MVVM Toolkit

### Javascript
- Angular 2+
- Vue.js
- Knockout.js
- Oracle JET
- Ext JS

### Swift
- SwiftUI

### Kotlin
- Jetpack Compose